# 早稲田夕季
早稲田 夕季（わせだ ゆき、1958年〈昭和33年〉12月6日 - ）は、日本の政治家。立憲民主党所属の衆議院議員（3期）、立憲民主党ネクスト厚生労働大臣。神奈川県議会議員（2期）、鎌倉市議会議員（2期）を歴任。衆議院議員としての名前は早稲田ゆき。

## 経歴
東京都渋谷区生まれ。旧姓は四谷。白百合学園小学校、白百合学園中学校・高等学校、早稲田大学法学部卒業。大学卒業後、1981年に日本輸出入銀行入行。1982年に大学時代の同級生と結婚し退職。子育て中は自宅で家庭教師をやっていた。2003年、地元ミニコミ誌の記者を務めていた。
2005年、民主党参議院議員の大石尚子の勧めを受け、鎌倉市議会議員選挙に出馬し、当選した。2011年まで2期6年務め、総務常任委員長や決算等審査特別委員長を歴任した。2011年、鎌倉市議を2期目の任期途中で辞職し、民主党公認で神奈川県議会議員選挙に鎌倉市選挙区から出馬して当選。2015年に再選され、2期目の任期中に民進党神奈川県第4区総支部長に就任し、次期衆議院議員総選挙での神奈川4区の公認を受けた。
2017年9月17日未明、NHKが「9月28日召集の臨時国会の冒頭で衆議院解散の見通し」と報道。関係者への取材により、内閣総理大臣の安倍晋三が公明党代表の山口那津男にその旨を伝えたことが明らかとなった。9月25日付で神奈川県議会議員を辞職。
同年9月28日、前原誠司民進党代表が党を事実上解党し、希望の党からの立候補を容認する方針を表明。希望の党への合流については当初「党の決定なので従う」としていたが、10月2日に枝野幸男が新党「立憲民主党」の結党を表明すると、同日、取材に対し、立憲民主党に参加する意向を示した。10月3日午前、立憲民主党の設立届が受理される。同日午後、希望の党は衆院選の第1次公認192人を発表。同党が神奈川4区に元金融庁職員の風間法子を擁立したことが明らかとなった。
同年10月10日、第48回衆議院議員総選挙が公示。神奈川4区は立憲民主党公認の早稲田、自民党公認の山本朋広、選挙の直前に自由民主党に入党しながら無所属で立候補した前職の浅尾慶一郎、希望の党公認の風間の4人が立候補。街頭演説では「憲法を守る姿勢はぶれない。リベラルの火は消さない」と訴えた。選挙戦終盤では、浅尾、早稲田の接戦が報じられる。10月22日に投開票が行われ、初当選した（次点の山本は比例復活）。11月1日に初登院し、「（立憲民主）党と一緒に私も育っていきたい」と述べた。
2018年2月7日、立憲民主党子ども・子育てPT事務局長に就任。
2018年3月20日、立憲民主党UR住宅居住者を支援する議員連盟事務局長に就任。
2020年1月30日、立憲民主党障がい・難病PT事務局長に就任。
2021年6月8日、第201,202,203回国会の三ツ星議員を受賞。
2021年10月31日の第49回衆議院議員総選挙に立憲民主党公認で立候補し、無所属の浅尾慶一郎、自民党公認の山本朋広、日本維新の会公認の元逗子市議の高谷清彦、無所属の大西恒樹を破り再選。枝野幸男代表の辞任に伴う代表選挙（11月30日実施）では西村智奈美の推薦人に名を連ねた。
2022年9月13日、立憲民主党の次の内閣でネクスト厚生労働大臣に就任した。
2024年10月15日、第50回衆議院議員総選挙が公示され、神奈川4区からは早稲田、自民党現職の山本、日本維新の会新人の加藤千華、参政党新人の津野照久の計4人が立候補した。自民党は裏金問題や統一教会問題、10月23日に発覚した非公認候補への2000万円支給問題などで逆風が吹き荒れた。10月27日、総選挙執行。投票締め切りの20時直後に日本経済新聞は早稲田の当選確実を報じ、早稲田は3期目の当選を果たした。山本は比例復活もかなわず、議席を失った。

## 政策・主張

### 憲法
- 憲法改正について、2017年、2021年、2024年のアンケートで「反対」と回答[31][32][33]。

- 憲法9条への自衛隊の明記について、2021年、2024年のNHKのアンケートで「反対」と回答[34][33]。

- 憲法を改正し緊急事態条項を設けることについて、2017年、2021年の毎日新聞社のアンケート、2024年のNHKのアンケートで「反対」と回答[35][36][33]。

### 外交・安全保障
- 安全保障関連法の成立について、2017年のアンケートで「評価しない」と回答[31]。

- 「他国からの攻撃が予想される場合には敵基地攻撃もためらうべきではない」との問題提起に対し、2017年のアンケートで「反対」と回答[31]。2021年のアンケートで「どちらとも言えない」と回答[32]。

- 「北朝鮮に対しては対話よりも圧力を優先すべきだ」との問題提起に対し、2017年のアンケートで「反対」と回答[31]。2021年のアンケートで「どちらかと言えば反対」と回答[32]。

- 普天間基地の辺野古移設について、2021年のアンケートで「反対」と回答[32]。

- 徴用工訴訟などの歴史問題をめぐる日韓の関係悪化についてどう考えるかとの問いに対し、2021年の毎日新聞社のアンケートで「政府の今の外交方針でよい」と回答[36]。

- 日本の核武装について、2017年の毎日新聞社のアンケートで「将来にわたって検討すべきでない」と回答[35]。

### ジェンダー
- 選択的夫婦別姓制度の導入について、2017年、2021年、2024年のアンケートで「賛成」と回答[31][32][33]。

- 同性婚を可能とする法改正について、2017年、2021年、2024年のアンケートで「賛成」と回答[31][32][33]。

- 「LGBTなど性的少数者をめぐる理解増進法案を早期に成立させるべきか」との問題提起に対し、2021年のアンケートで「賛成」と回答[32]。

- クオータ制の導入について、2021年、2024年のNHKのアンケートで「賛成」と回答[34][33]。

- 2024年6月18日の衆議院において、「緊急避妊薬販売に係る環境整備のための調査事業」の質問趣意書の提出を行った。OTC化の試験販売薬局検索が困難であること、購入希望者の85％が購入できなかったことなどについて答弁を求めた。またOTC化に向けた道筋は一向に示されないことに疑念を呈している[37]。

### その他
- アベノミクスについて、2017年のアンケートで「評価しない」と回答[31]。

- 安倍内閣による森友学園問題・加計学園問題への対応について、2017年のアンケートで「評価しない」と回答[31]。

- 森友学園への国有地売却をめぐる公文書改竄問題で、2021年5月6日、国は「赤木ファイル」の存在を初めて認めた[38]。しかし5月13日、菅義偉首相はファイルの存在を踏まえた再調査を行わない考えを報道各社に書面で示した[39]。9月の自民党総裁選挙で総裁に選出された岸田文雄も10月11日、衆議院本会議の代表質問で再調査の実施を否定した[40]。国の対応をどう考えるかとの同年の毎日新聞社のアンケートに対し「さらに調査や説明をすべきだ」と回答[36]。

- 「原子力発電所は日本に必要だと思うか」との問いに対し、2021年の毎日新聞社のアンケートで「必要ない」と回答[36]。

- カジノの解禁に反対[35]。

- 女性宮家の創設に賛成[35]。

- 受動喫煙防止を目的に飲食店等の建物内を原則禁煙とする健康増進法改正に賛成[41]。

## 役職
衆議院事務局によれば、2021年9月14日現在での委員歴は以下の通り。
- 2017年11月2日～2018年10月24日：衆議院国土交通委員会委員。
- 2018年10月24日～2019年10月4日：衆議院予算委員会委員。
- 2019年10月4日～2020年12月7日：衆議院内閣委員会委員。
- 2020年12月7日～現在：衆議院厚生労働委員会委員。
- 2017年11月2日～2020年9月15日：災害対策特別委員会委員。
- 2020年9月17日～現在：災害対策特別委員会委員（理事…2020年11月12日～現在）。
- 2019年10月4日～2020年9月15日：科学技術・イノベーション推進特別委員会委員。
- 2020年9月17日～2020年10月25日：科学技術・イノベーション推進特別委員会委員。

## 議員連盟
- 外国人の受け入れと多文化共生社会のあり方を考える議員連盟
- 海事振興連盟
- 立憲民主党科学技術・イノベーション議員連盟
- 立憲民主党看護議員連盟
- 立憲民主党行政書士制度推進議員連盟
- 立憲民主党クリーニング業振興議員連盟
- 立憲民主党建設技能者の育成を支援する議員連盟
- 公営競技政策議員懇談会
- 地方自治における公共交通のあり方を考える議員懇談会
- 公共事業チェック議員の会
- 史跡保全議員連盟
- 自然エネルギー社会実現議員連盟
- 消防政策議員懇談会
- 立憲民主党生活衛生業振興議員連盟
- タクシー政策議員連盟
- 駐留軍労働政策議員連盟
- 都市農業推進議員連盟　事務局次長
- 立憲民主党仏教議員連盟
- 文化芸術振興議員連盟
- 立憲民主党UR住宅居住者を支援する議員連盟　事務局長
- 立憲民主党郵政議員連盟
- 和装振興議員連盟
- 立憲民主党土地家屋調査士制度推進議員連盟
- 幼児教育振興議員連盟
- 地域共生社会推進に向けての福祉専門職支援議員連盟
- ガールスカウト推進議員連盟
- 超党派コロナと闘う病院を支援する議員連盟　幹事
- 国連障害者の権利条約推進議員連盟
- 障がい・難病政策推進有志議員連盟
- 幼児教育類似施設の課題を考える超党派議員の会　事務局次長
- 立憲民主党動物愛護議員連盟
- 生殖補助医療のあり方を考える議員連盟
- JR総連推薦議員懇談会
- 立憲民主党国内酒業振興議員連盟
- 立憲民主党バス政策議員連盟
- 立憲民主党LPガス議員連盟
- 立憲民主党自動車整備政策促進議員連盟
- 立憲民主党弁理士制度・知的財産制度改革推進議員連盟

## 人物
- 家族は母、夫、1男1女[3]。
- キリスト教のカトリック雪ノ下教会に所属している[3]。
- JR総連から組織推薦候補として支援を受けている[42]。

## 選挙歴
| 当落 | 選挙                       | 執行日         | 年齢 | 選挙区        | 政党       | 得票数    | 得票率 | 定数 | 得票順位 /候補者数 | 政党内比例順位 /政党当選者数 |
| ---- | -------------------------- | -------------- | ---- | ------------- | ---------- | --------- | ------ | ---- | ------------------ | ---------------------------- |
| 当   | 2005年鎌倉市議会議員選挙   | 2005年4月24日  | 46   |               | 民主党     | 3082票    |        | 28   | 3/32               | /                            |
| 当   | 2009年鎌倉市議会議員選挙   | 2009年4月26日  | 50   |               | 民主党     | 4750票    |        | 28   | 1/36               | /                            |
| 当   | 2011年神奈川県議会議員選挙 | 2011年4月10日  | 52   | 鎌倉市選挙区  | 民主党     | 2万1087票 |        | 2    | 2/4                | /                            |
| 当   | 2015年神奈川県議会議員選挙 | 2015年4月12日  | 56   | 鎌倉市選挙区  | 民主党     | ーー票    | ーー   | 2    | /2                 | /                            |
| 当   | 第48回衆議院議員総選挙     | 2017年10月22日 | 58   | 神奈川県第4区 | 立憲民主党 | 6万7020票 | 34.76% | 1    | 1/4                | /                            |
| 当   | 第49回衆議院議員総選挙     | 2021年10月31日 | 62   | 神奈川県第4区 | 立憲民主党 | 6万6841票 | 33.03% | 1    | 1/5                | /                            |
| 当   | 第50回衆議院議員総選挙     | 2024年10月27日 | 65   | 神奈川県第4区 | 立憲民主党 | 9万6874票 | 51.47% | 1    | 1/4                | /                            |